# Elena Sedina
Elena Sedina (* 1. Juni 1968 in Kiew) ist eine italienische Schachspielerin ukrainischer Herkunft.

## Leben
Elena Sedina lernte als Siebenjährige Schachspielen. Trainiert wurde sie unter anderem vom ukrainisch-israelischen Schachgroßmeister Artur Kogan.

## Erfolge
Sie wurde ukrainische Meisterin U14 und gewann die sowjetische U18-Meisterschaft der Mädchen 1984 in Tschernigow.
1990 wurde Elena Sedina Internationaler Meister der Frauen (WIM). Seit 1996 trägt sie den Titel Großmeister der Frauen (WGM) und seit 1999 ist sie Internationaler Meister (IM). Im Februar 2015 liegt sie hinter Olga Zimina und Marina Brunello auf dem dritten Platz der italienischen Elo-Rangliste der Frauen. Zuletzt unter den besten 25 der Frauenweltrangliste war sie mit ihrer bisher höchsten Elo-Zahl von 2434 im April 2003.
Sie war Vorstandsmitglied des Schachspielerverbandes PCA.
2001 gewann sie das Open in San Martino di Castrozza. Im selben Jahr gewann sie in Scuol die offene Schweizer Meisterschaft. 2005 gewann sie in Mount Buller die australische offene Meisterschaft und war damit die erste Frau, der dies gelang. Da sie mit einem Schweizer verheiratet ist, durfte sie an der Schweizer Einzelmeisterschaft der Damen teilnehmen, die sie im Juli 2019 in Leukerbad gewann. Im Dezember 2019 gewann Sedina in Padua erstmals die italienische Einzelmeisterschaft der Frauen. Ihre zweite italienische Landesmeisterschaft gewann sie 2021 in Chianciano Terme. Erneut Schweizer Einzelmeisterin wurde sie 2025 in Disentis.

## Nationalmannschaft
Sedina nahm an elf Schacholympiaden der Frauen teil, und zwar 1994, 1996, 1998 und 2000 für die Ukraine, 2004, 2006, 2008, 2010, 2012, 2014 und 2018 für Italien. 1994 in Moskau holte sie, für die ukrainische Nationalmannschaft spielend, eine individuelle Silbermedaille für ihre Elo-Performance von 2605 und eine Einzelgoldmedaille für ihr Ergebnis von 10,5 aus 12 am ersten Reservebrett, 1996 in Jerewan holte sie eine Bronzemedaille für ihr Ergebnis von 9,5 aus 13 am dritten Brett. Sedina nahm außerdem mit Italien an den Mannschaftseuropameisterschaften der Frauen 2001, 2003, 2009, 2011, 2013 und 2015 teil. Beim Mitropapokal spielte sie sowohl zweimal (2002 und 2003) in der offenen Klasse sowie achtmal im Frauenwettbewerb, den sie mit Italien 2008, 2010, 2011 und 2014 gewinnen konnte, wobei sie 2008 in Olbia und 2011 in Merlimont zusätzlich individuelle Goldmedaillen erhielt.

## Vereine
In der deutschen Frauenbundesliga war sie zuerst in der Saison 2001/02 für die SG Heiligenhaus gemeldet, ohne jedoch zum Einsatz zu kommen, in der darauffolgenden Saison spielte Sedina für den USV Halle und von 2003/04 bis zur Saison 2018/19 für die OSG Baden-Baden, mit der sie 2004, 2005, 2008, 2009, 2011, 2012, 2013, 2015, 2016 und 2018 die deutsche Mannschaftsmeisterschaft der Frauen gewann. In der Schweizer Nationalliga A und Nationalliga B spielt sie für Mendrisio und holte 2007 die Schweizer Mannschaftsmeisterschaft. Die britische Four Nations Chess League gewann sie 2005 und 2006 mit Wood Green 1, sie spielte aber auch schon in der französischen (für Clichy-Echecs-92) und italienischen 1. Liga.
Am European Club Cup nahm sie in der offenen Klasse 2008 mit Mendrisio und bei den Frauen 1998 bis 2001 mit dem slowenischen Verein ŠK Nova Gorica sowie 2011 mit dem italienischen Verein ASD CS R.Fischer Chieti teil.